# Declan Wilson
Declan Wilson (1993) es un deportista australiano que compitió en triatlón. Ganó dos medallas en el Campeonato de Oceanía de Triatlón, bronce en 2014 y plata en 2015.

## Palmarés internacional
| Campeonato de Oceanía | Campeonato de Oceanía | Campeonato de Oceanía | Campeonato de Oceanía |
| Año                   | Lugar                 | Medalla               | Prueba                |
| --------------------- | --------------------- | --------------------- | --------------------- |
| 2014                  | Devonport (Australia) | Medalla de bronce     | Individual            |
| 2015                  | Devonport (Australia) | Medalla de plata      | Individual            |